# 萨尔地区苏尔茨巴赫
萨尔地区苏尔茨巴赫（德語：Sulzbach/Saar），简称苏尔茨巴赫（德語：Sulzbach，發音：[ˈzʊltsˌbax] ⓘ），是德国萨尔兰州萨尔布吕肯地区联合体的城市，面积16.07平方千米，2023年12月31日人口为16,368人。